# Mount Foster
De Mount Foster (2105 m) is een uitgedoofde schildvulkaan op het Smith Island, een deel van de onbewoonde Zuidelijke Shetlandeilanden. De berg werd pas in 1996 voor het eerst beklommen. Het eiland waar de berg op gelegen is, is in 1819 ontdekt.